# Малов, Николай Иванович
Николай Иванович Малов (24 мая 1901, Перекопное, Самарская губерния — 7 января 1968, Москва) — советский военный инженер и педагог, кандидат военных наук, генерал-майор инженерных войск (1945). Начальник Ленинградского военно-инженерного ордена Ленина Краснознамённого училища имени А. А. Жданова (1947—1951).

## Биография
Родился 24 мая 1901 года в селе Перекопное (ныне — в Ершовском районе Саратовской области).
С 1919 года призван в ряды РККА, участник Гражданской войны, в дальнейшем служил на различных командно-штабных должностях в инженерных войсках РККА. В 1934 году окончил Ленинградское военно-инженерное училище, в 1942 году — Военно-инженерную академию.
С 1942 года участник Великой Отечественной войны в составе 5-й армии и 63-й армии в должности начальника штаба инженерных войск, участник Сталинградской битвы. С 1943 года — заместитель начальника инженерных войск 24-й армии. С 1944 года — начальник инженерных войск 4-й ударной армии, в составе которой участвовал в Витебской наступательной операции, Полоцкой операции, Прибалтийской операции, Режицко-Двинской операции, Рижской операции и Ликвидации Мемельского плацдарма. Воевал в составе войск Сталинградского, Донского, Степного, 2-го и 3-го Украинского фронтах. Н. И. Маловым в период войны был внесён весомый вклад в обобщение боевого опыта действий инженерных частей и подразделений.
1 июля 1945 года Постановлением СМ СССР Н. И. Малову было присвоено воинское звание генерал-майор инженерных войск. С 1947 по 1951 год — начальник Ленинградского военно-инженерного ордена Ленина Краснознамённого училища имени А. А. Жданова. В 1949 году училище под руководством Н. И. Малова заслужило высокую оценку начальника Инженерных войск Красной армии маршала инженерных войск М. П. Воробьева, в период его инспекции, а в 1950 году заняло 2-е место среди высших учебных заведений Ленинградского военного округа по научно-педагогической деятельности, уступив только Военно-инженерной академии имени В. В. Куйбышева. В 1951 году защитил диссертацию на соискание учёной степени кандидат военных наук. С 1952 по 1955 год на педагогической работе в Военно-инженерной Краснознамённой академии имени В. В. Куйбышева в качестве начальника кафедры полевой фортификации.
С 1955 года в запасе.
Скончался 7 января 1968 года в Москве, похоронен на Химкинском кладбище.

## Награды
- Орден Ленина (21.02.1945)
- четыре ордена Красного Знамени (14.02.1943, 15.01.1944, 03.11.1944, 15.11.1950)
- Орден Богдана Хмельницкого II степени (13.09.1944)
- два ордена Отечественной войны (20.04.1945, 28.04.1945)
- Медаль «За победу над Германией в Великой Отечественной войне 1941—1945 гг.»[5][6]